# Guatemala domborzati térképe (műalkotás)
A Guatemala domborzati térképe nevű szabadtéri műalkotás Guatemalaváros egyik nevezetessége. A 2500 m²-es (vízszintesen 1:10 000, függőlegesen 1:2000 arányú) alkotás teljes Guatemalát és még a szomszédos Belize-t is ábrázolja, nagy pontossággal.

## Története
Építése 1904 áprilisában kezdődött Manuel Estrada Cabrera elnök ötlete alapján, Francisco Vela, Claudio Urrutia és Ernesto Aparicio mérnökök és Antonio Doninelli művész tervei alapján, számos kőműves közreműködésével. Vela és Urrutia előtte 16 éven keresztül vonaton és csónakon beutazta, gyalog és állatok hátán bejárta az egész országot, folyamatos méréseket és megfigyeléseket végezve, hogy a mű minél pontosabb lehessen. Méréseikhez egy Urrutia által kifejlesztett teodolitot használtak. Az építkezéshez 60 000 téglát, 25 900 kg cementet, közel 700 méternyi csövet, és ismeretlen mennyiségű, a Santa María tűzhányóról származó habkövet használtak fel. Először az alapokat készítették el a vízvezetékekkel együtt: az egyik hegy belsejében levő víztartályból származott a folyók vize, a két óceánból pedig visszaforgatták a tartályba. (Ez a rendszer azonban az 1974-es vagy az 1976-os földrengés következtében működésképtelenné vált.) Az elkészült művet 1905. október 29-én avatta fel Estrada elnök, az ünnepség során felvonták a nemzeti zászlót, majd 21 ágyúlövés után elhangzott a himnusz is. Harminc évvel később a két mellette álló, fából készült kilátótornyot betontornyokra cserélték.
1980-ban a Guatemalai Turisztikai Intézet, 2014-ben pedig Guatemalaváros község újíttatta fel az alkotást.

## A térkép
Az alkotás Guatemalaváros északi részén, az Hipódromo del Norte területén található. Hossza közel 70, legnagyobb szélessége mintegy 45 méter, teljes területe 2500 m². Jó pontossággal ábrázolja az ország domborzatát, és megtalálhatók benne a fontosabb utak, vasutak, tavak, folyók, települések és régészeti lelőhelyek is. Számos kis táblát is elhelyeztek rajta, amelyek a fontosabb helyeket jelölik. A térkép melletti két kilátóról jól belátható az egész alkotás. A területet körbevevő falon hatféle medallion ismétlődik, amelyek Guatemala történelmével kapcsolatos jelképeket és allegóriákat ábrázolnak.

## Képek

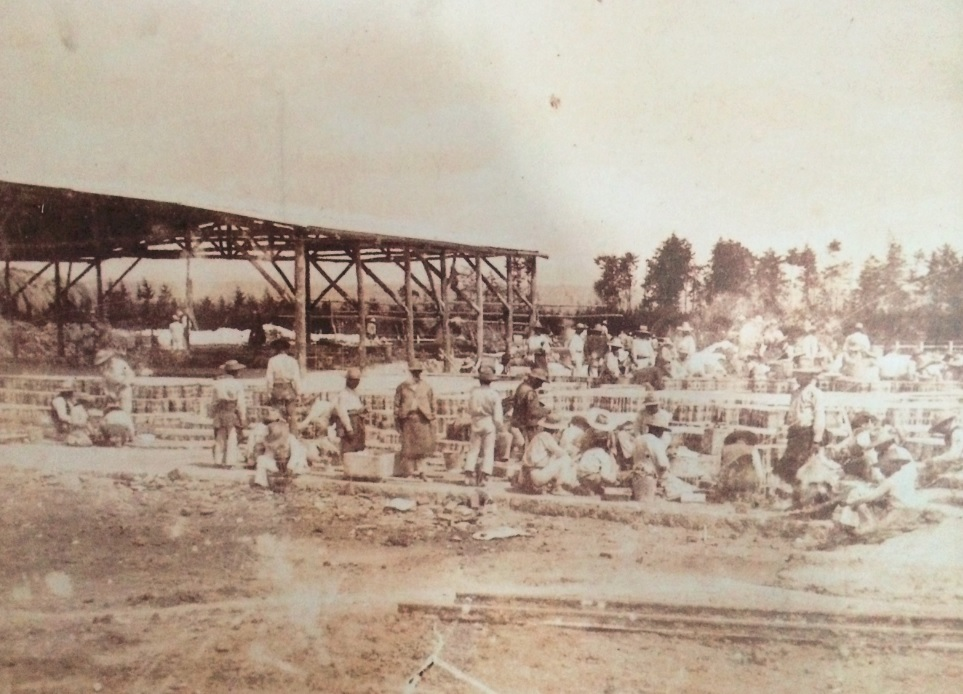
Építése
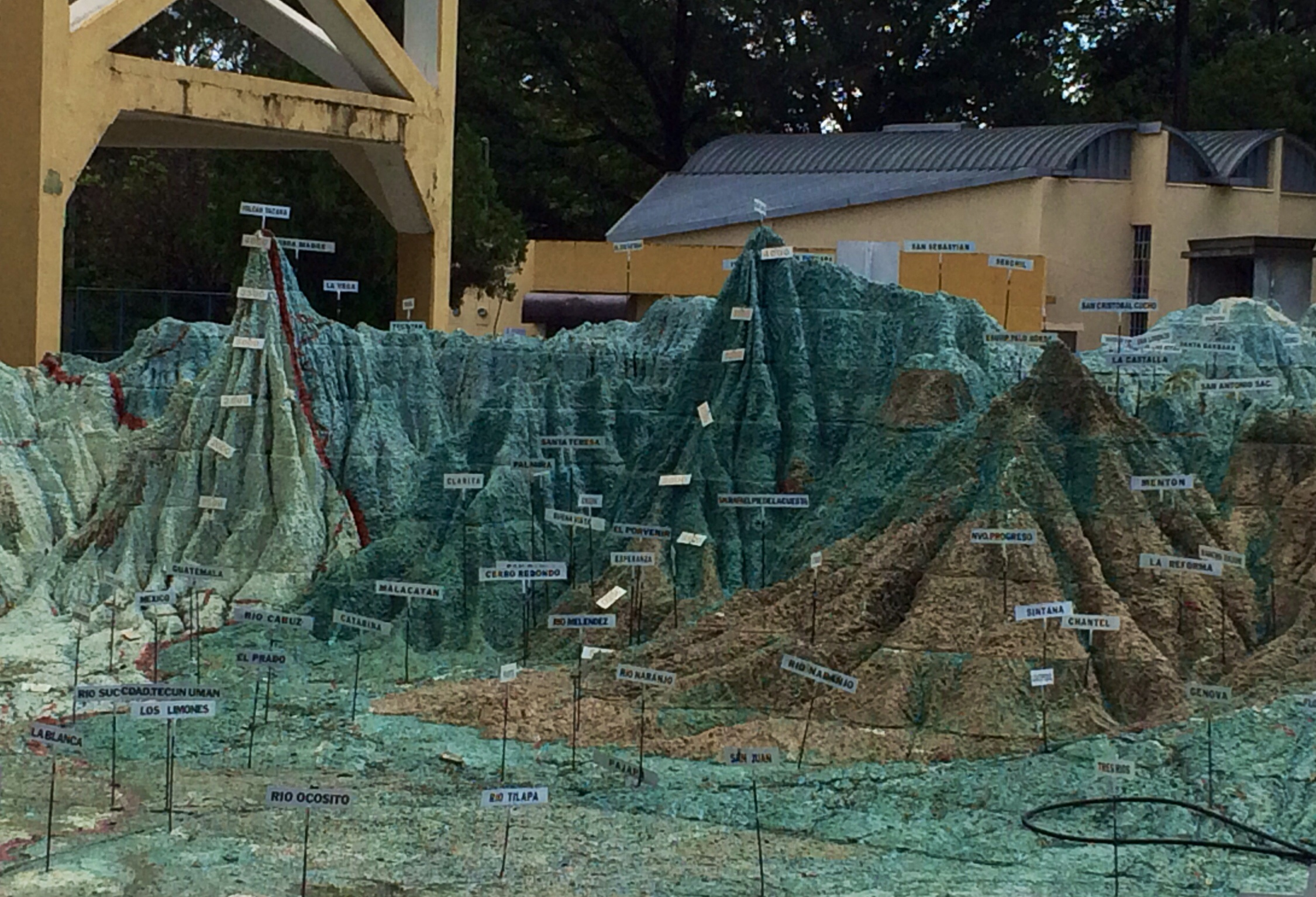
A Tacaná és környéke
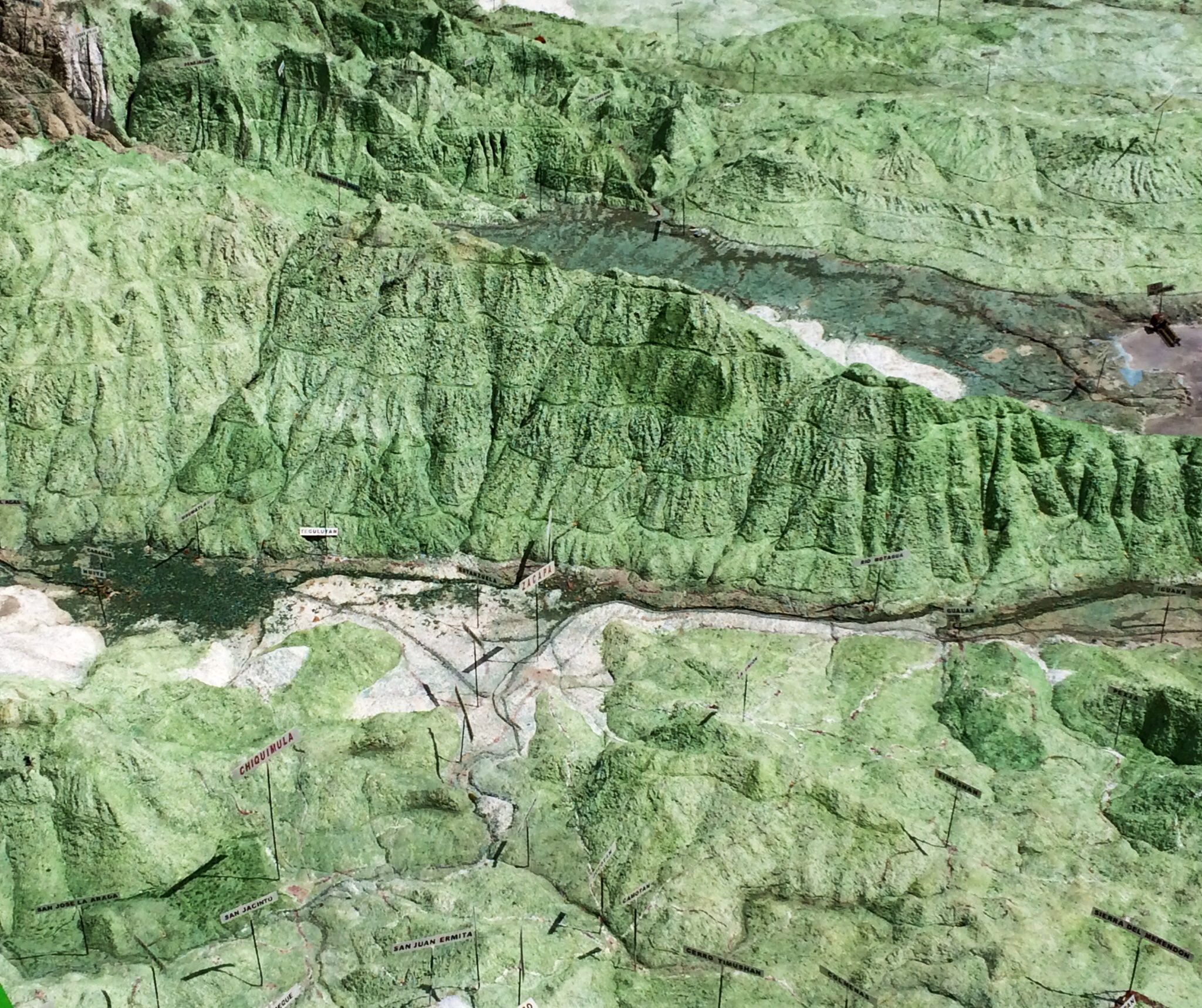
A Tárna-hegység és környéke
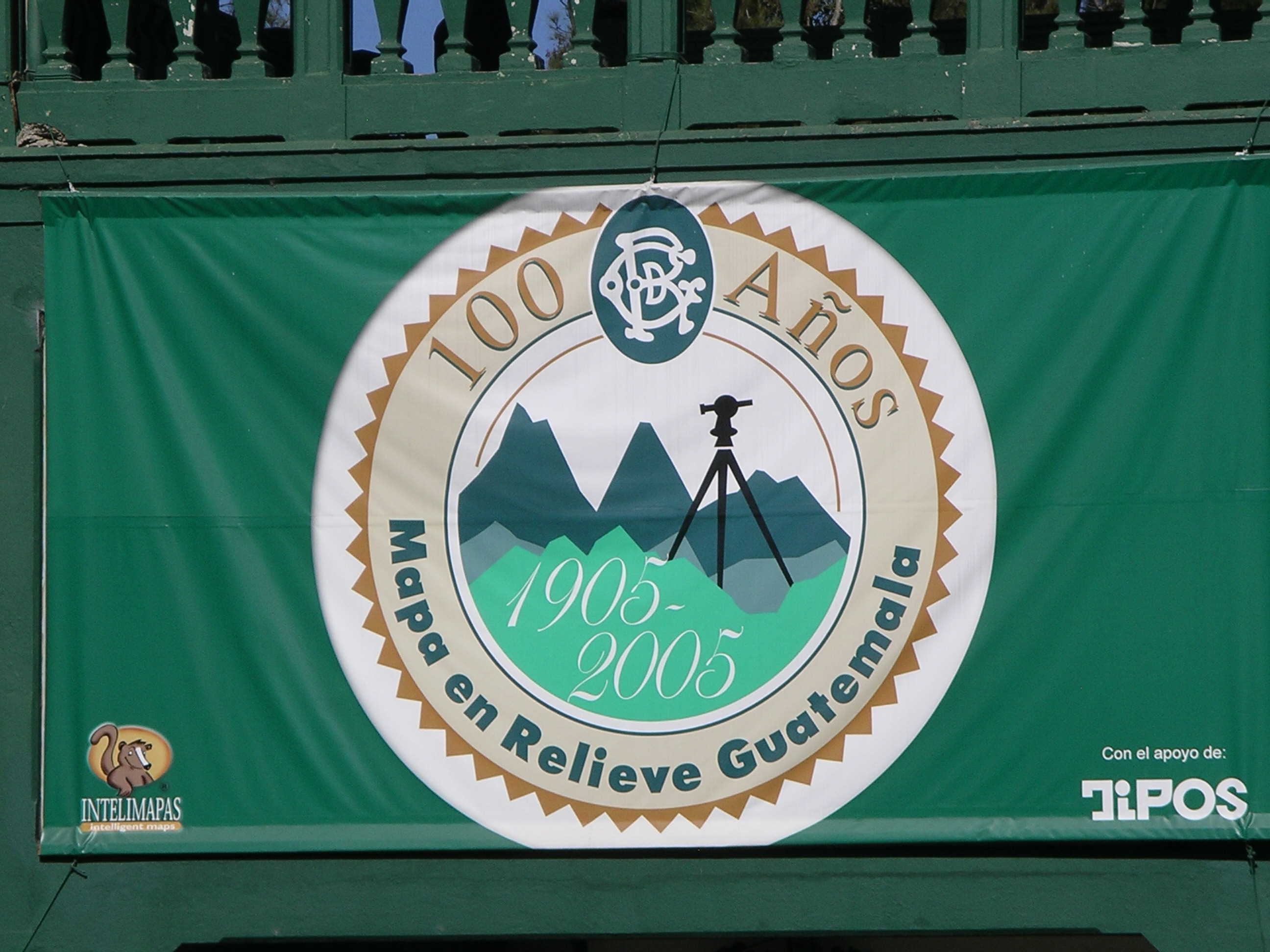
A felavatás 100 éves évfordulójára készült jelvény